# Pastelillo de esposa
El pastelillo de esposa, torta de esposa o lao po bing es un pastel chino tradicional con una corteza fina y hojaldrada hecha con melón blanco, pasta de almendra, sésamo y manteca de cerdo, condimentado con polvo de cinco especias.
El pastelillo de esposa, a pesar de tener una larga historia, sigue siendo popular en Hong Kong y la China continental.

## Origen legendario
Hay dos leyendas que intentan explicar el origen de este pastel.
Una cuenta la historia de una pareja que vivían muy pobremente en la China imperial. Se amaban y residían en un pueblo pequeño. De pronto, se extendió una misteriosa enfermedad. El padre del marido se puso muy enfermo, y la pareja gastó todo su dinero para intentar curarlo, sin éxito. La esposa se vendió como esclava para conseguir dinero para comprar medicinas para su suegro. Cuando el marido supo lo que había hecho, elaboró una pastel relleno de melón blanco endulzado y almendra, dedicándolo a su esposa, a quien nunca olvidaría. Su pastel se hizo tan popular que pudo ganar suficiente dinero para comprar de nuevo a su esposa.
Hay otra versión, en la que el hombre fue a buscar a su esposa tras ganar suficiente dinero para volver a comprarla. Durante su búsqueda, tomaba una taza de té en un salón de té cuando de repente reconoció el pastel que le sirvieron con la bebida. Así se reunieron en el salón de té.